# Kollufjall
Kollufjall är ett berg i republiken Island. Det ligger i regionen Austurland, 400 km öster om huvudstaden Reykjavík. Toppen på Kollufjall är 1 025 meter över havet.
Trakten runt Kollufjall är nära nog obefolkad, med mindre än två invånare per kvadratkilometer. Närmaste större samhälle är Reyðarfjörður, nära Kollufjall. Trakten runt Kollufjall består i huvudsak av gräsmarker.